# دایان گارسیا
دایان گارسیا (انگلیسی: Daian García؛ زادهٔ ۱۵ فوریهٔ ۱۹۹۷) بازیکن فوتبال است.
از باشگاه‌هایی که در آن بازی کرده‌است می‌توان به باشگاه فوتبال جیمناسیا لاپلاتا اشاره کرد.